# Верхняя Радищевская улица
Ве́рхняя Ради́щевская у́лица (до 1919 года — у́лица Ве́рхняя Болва́новка) — крупная улица в центре Москвы в Таганском районе от Яузской улицы до Таганской площади.

## История

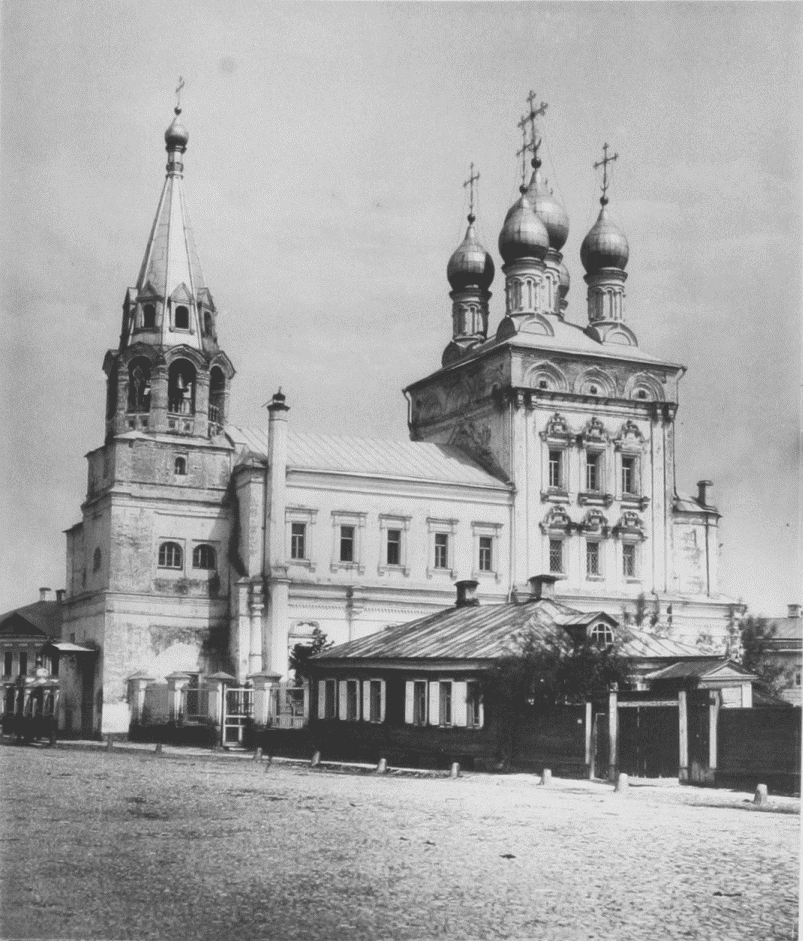
Церковь Николая Чудотворца на Болвановке (1882).

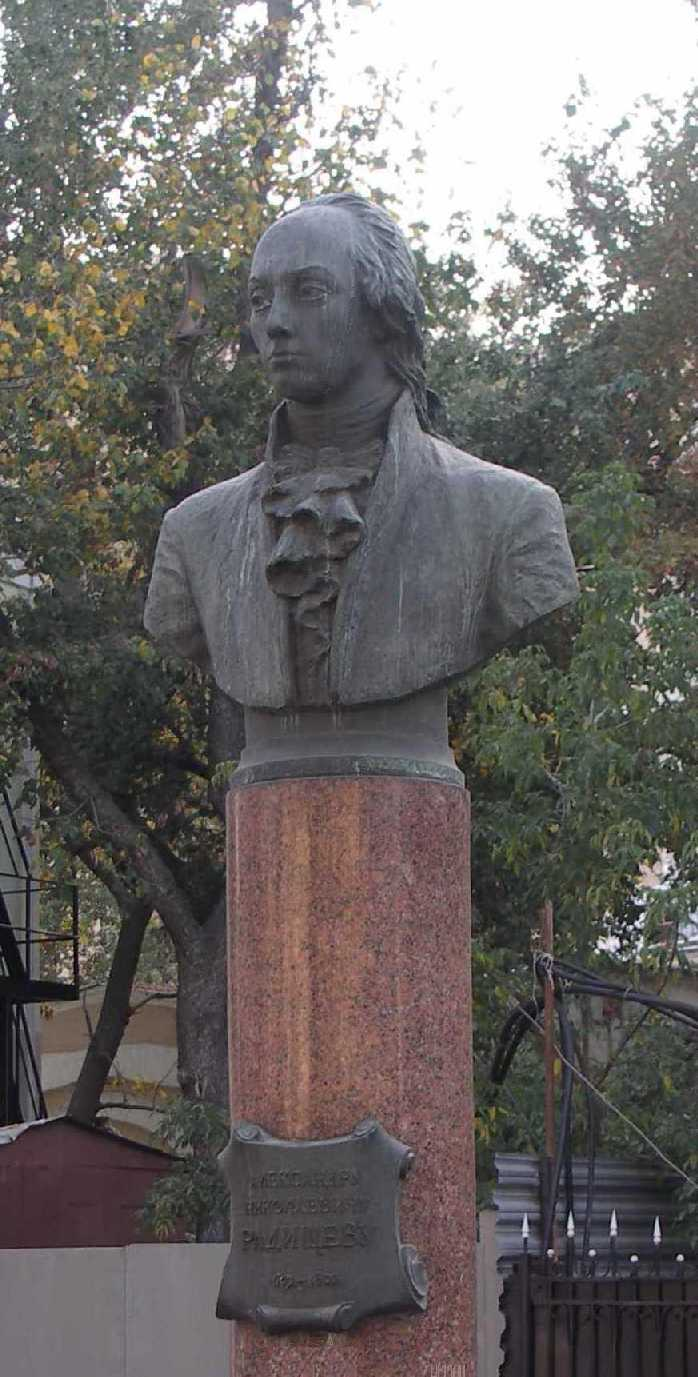
Памятник А. Н. Радищеву в сквере у МГГУ (дом 16).

Получила современное название в 1919 году в честь А. Н. Радищева (1749—1802), жившего здесь с 1797 года. Он известен прежде всего как автор книги «Путешествие из Петербурга в Москву». За резкую критику крепостничества в России был приговорён к смертной казни, заменённой ссылкой в Сибирь на 10 лет.
Прежнее название — Верхняя Болвановская улица (улица Верхняя Болвановка). Полагают, что здесь в XVII веке существовала Болвановская слобода, где делались болванки для пошива головных уборов. Улица называлась и просто Болвановкой (по местности), и Николоболвановской — по церкви Николая Чудотворца на Болвановке, известной с 1632 года (угол Верхней и Нижней Радищевских улиц).

## Описание
Верхняя Радищевская улица продолжает Яузскую, проходя на юго-восток от перекрёстка последней с Рюминым переулком справа и чуть далее — с Тетеринским — слева. Улица сходится с Гончарной и соединяется с ней небольшим широким проездом, затем отклоняется восточнее, слева к ней примыкает улица Высоцкого, а справа под острым углом отходит Нижняя Радищевская. Заканчивается на Таганской площади, за которой продолжается как Марксистская улица.

## Примечательные здания и сооружения
По нечётной стороне:
- № 1/2 — Дом купца П. Ф. Дранищева (1790-е; начало XIX в.; 1847)[2].
- № 5 — Дом Карновича (конец XVIII в.; 1803; 1822; 1834 — фасад)[2].
- № 11, строение 1 — Межрегиональное операционное управление Федерального казначейства;
- № 13 — Городская усадьба В. И. Веневцова (XVIII в.; 1770—1790; 1815; 1865—1875 — отделка фасада; 1970-е)[3].
- № 15 — Городская усадьба (начало — вторая половина XIX в.; начало XX в.)[3], ныне — кафе «Жан-Жак» и паб «Джон Донн»
- № 17 — Дом К. И. Семёнова (Е. П. Ивановой) (1803; 1817; 1845)[3].

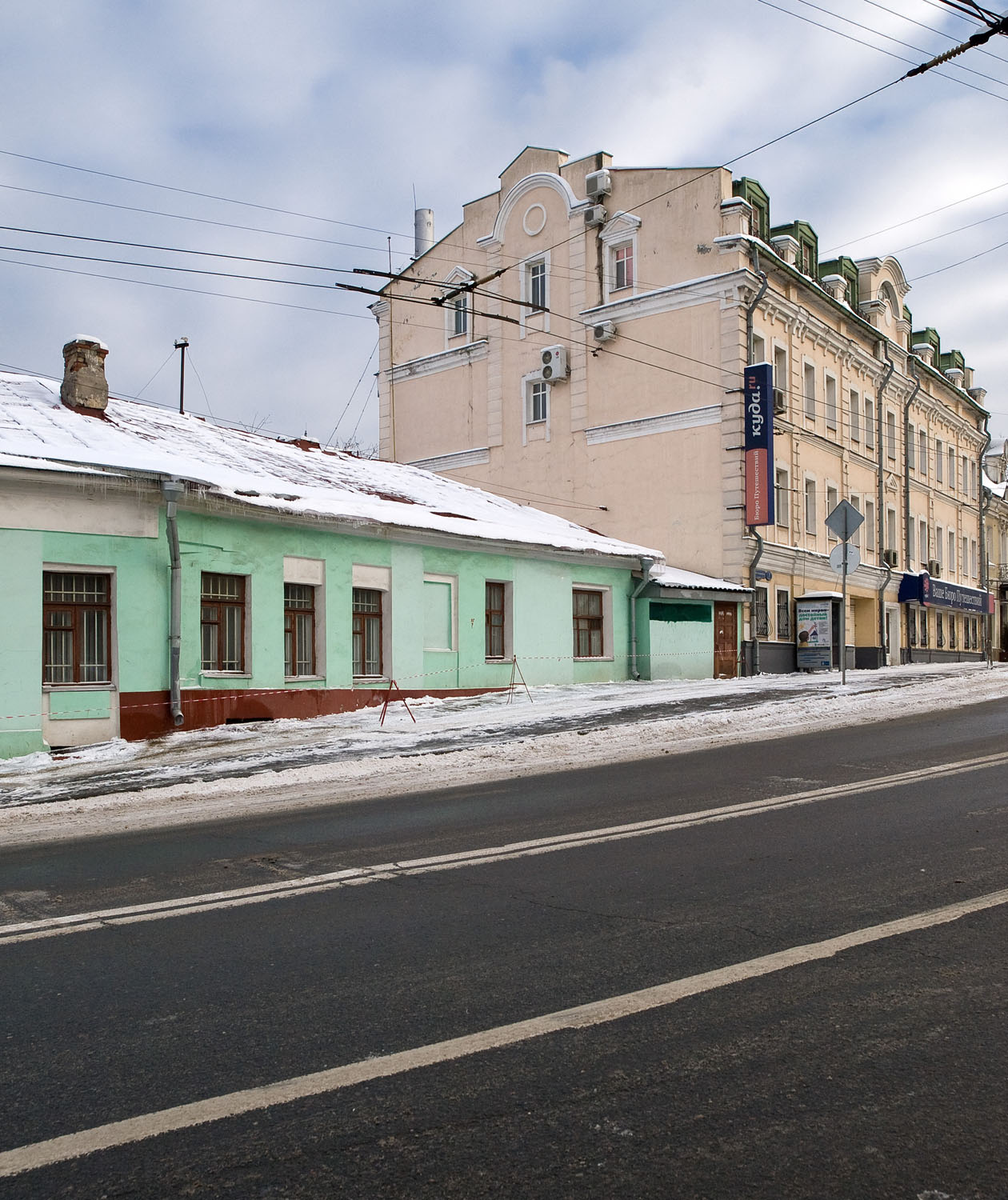
№ 5, № 7.
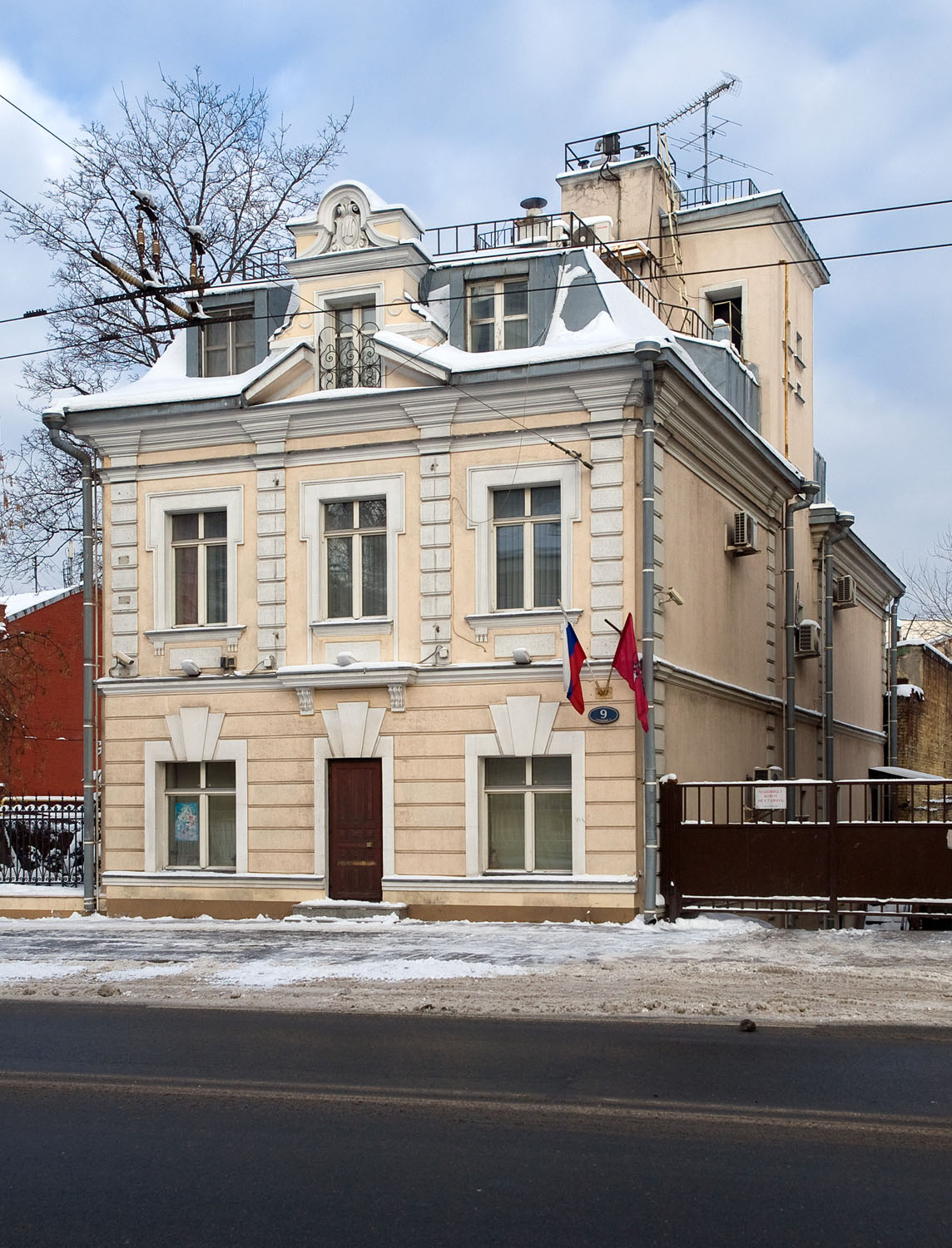
№ 9, строение 2.
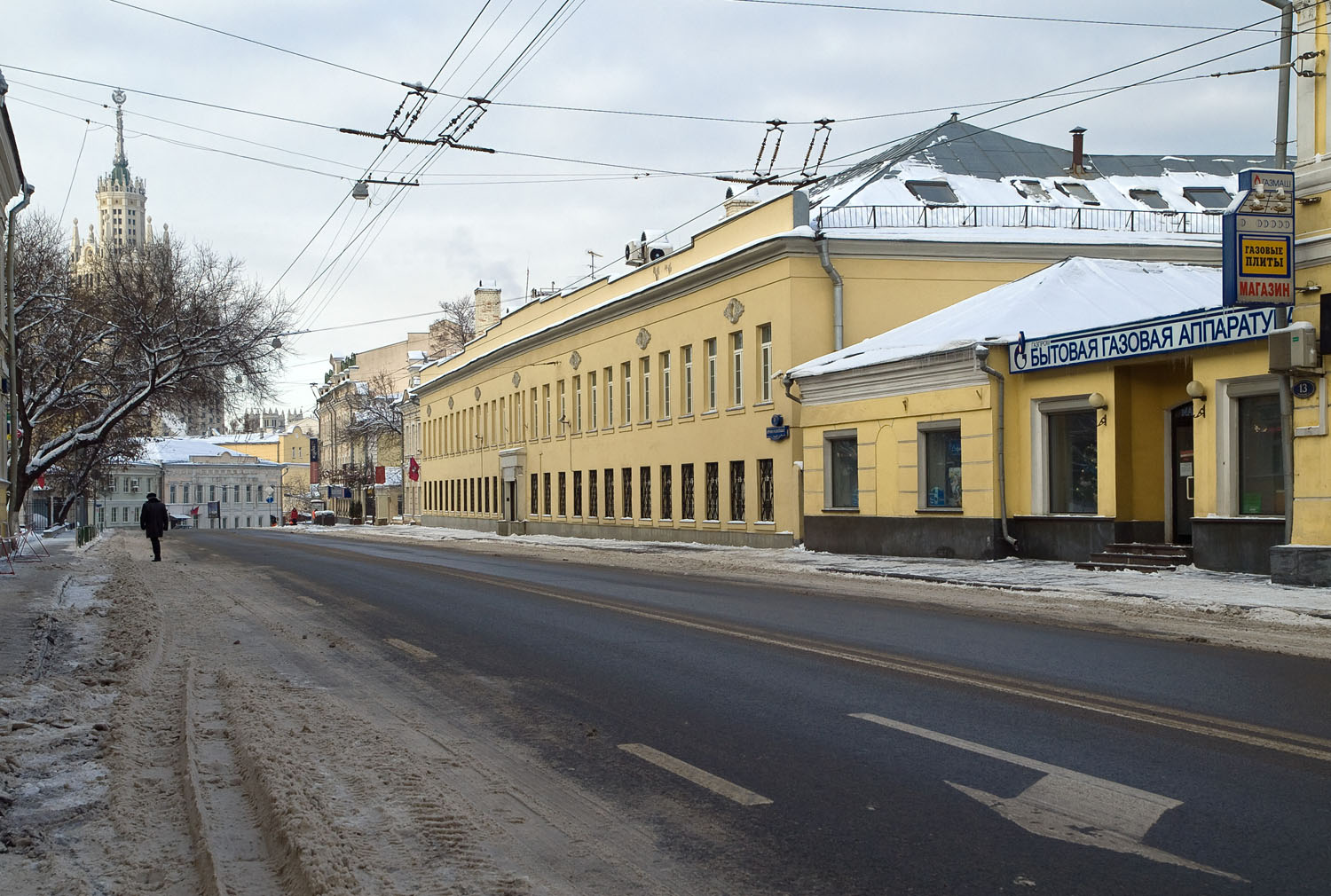
№ 11.
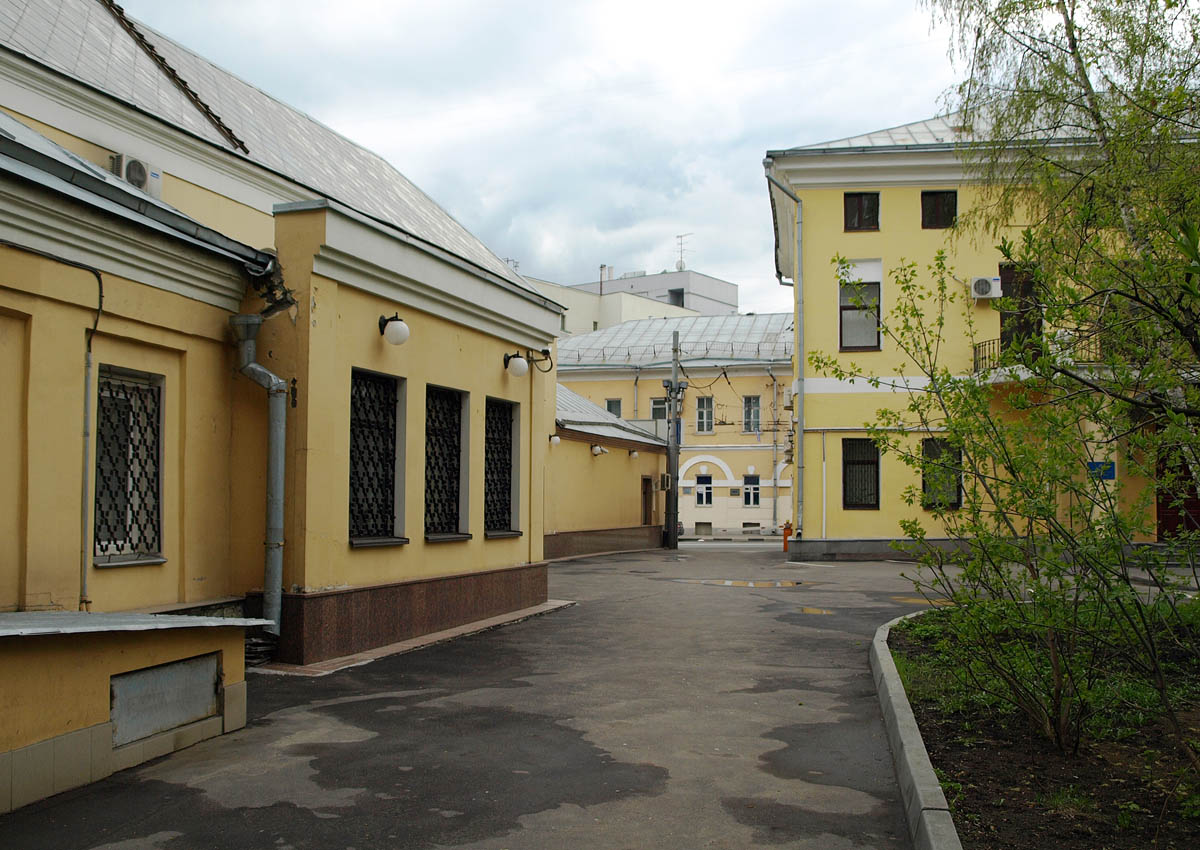
двор дома № 13.

По чётной стороне:
- № 2/1 — здание фабрики Товарищества И. П. Хлебникова (1907, архитектор А. Э. Эрихсон)[1]
- № 4, строение 1 — Федеральная миграционная служба (ФМС России);
- № 8, строение 1 — Главный дом городской усадьбы Е. М. Кулакова (женская гимназия) (нач. XIX в., 1830-е гг., 1869 г.)[2].
- № 12, строение 1 — Флигель владения А. Е. Зюзиной (первая половина XVIII в.; первая треть XIX в.)[4][2].
- № 14 — Дом Е. Е. Симоновой (1810-е; середина XIX в.)[2].
- № 14/21, строение 3 — гостиница «Времена года»;
- № 16-18 — Городская усадьба П. Жегалкина (1781; Главный дом, 1907 г., архитектор А. Н. Новиков)[2], сейчас — корпус Московского педагогического государственного университета имени М. А. Шолохова. В 1995 году у здания установлен мраморный бюст А. Н. Радищеву (скульптор В. И. Усов)[1].
- № 20 — Церковь Николая Чудотворца на Болвановке[3].

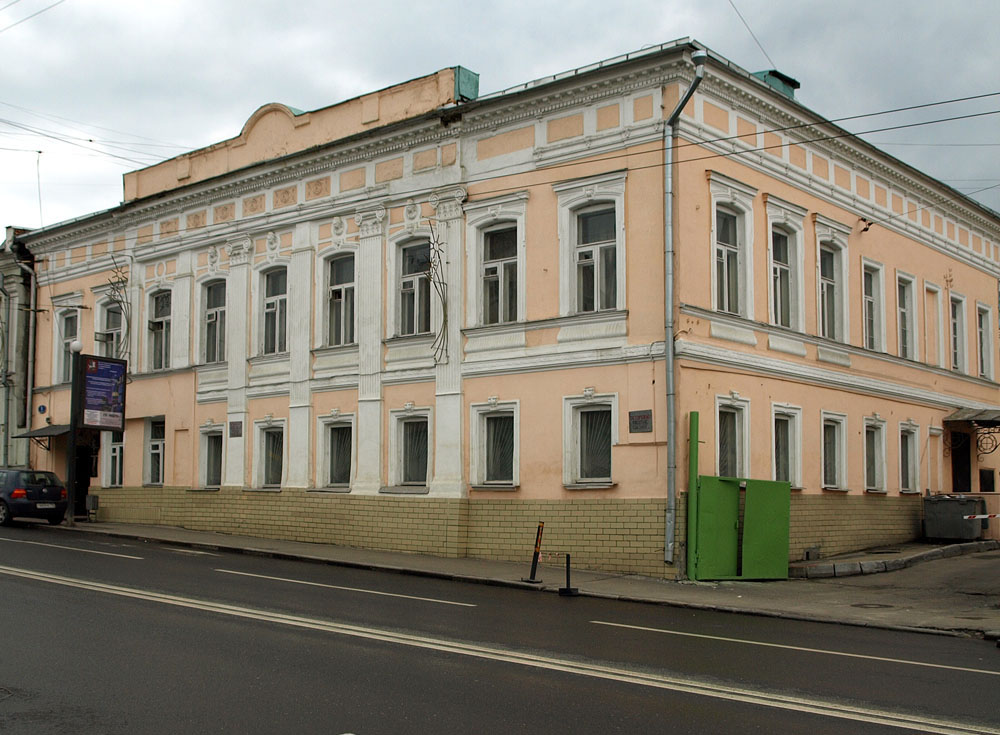
№ 8.
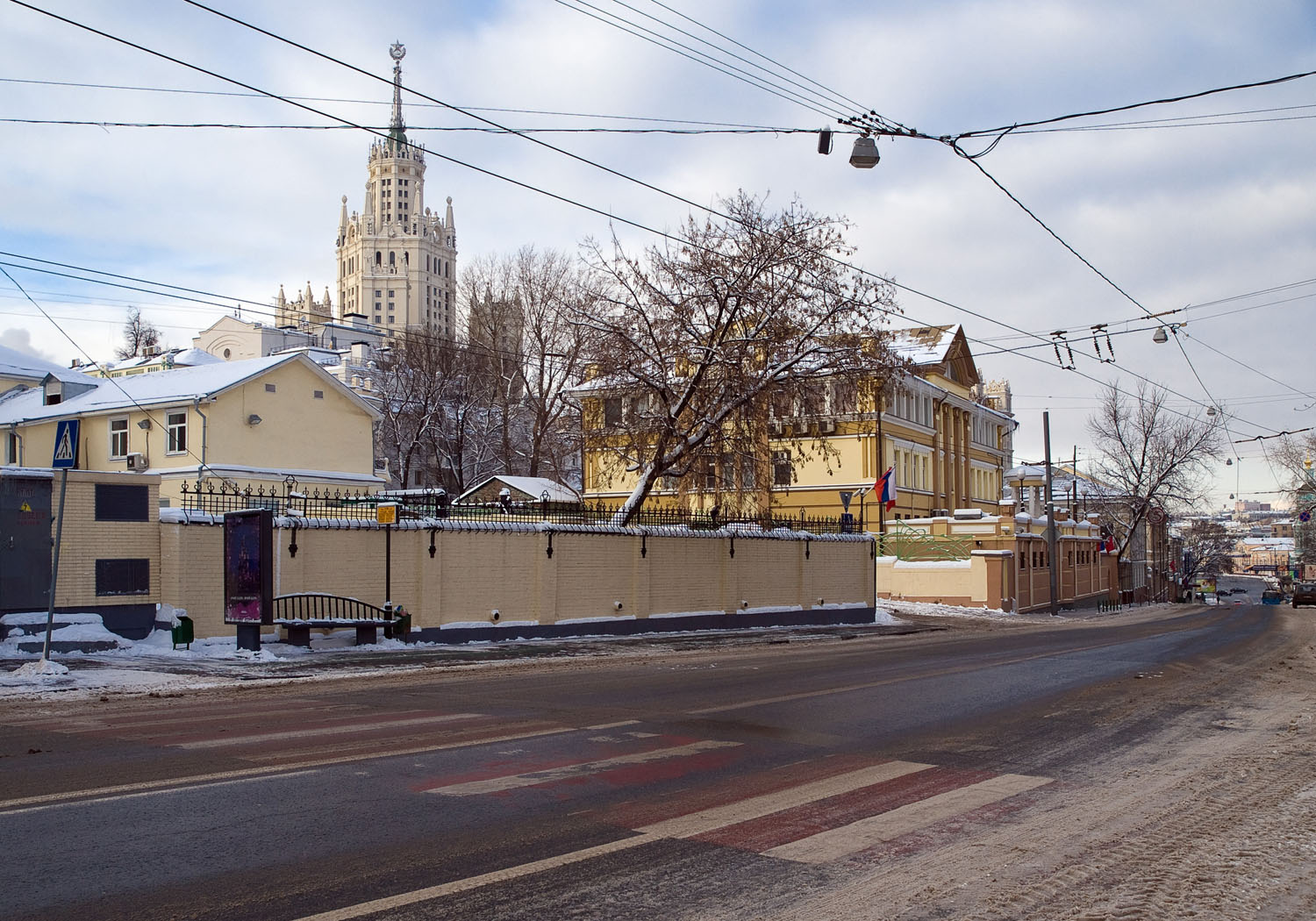
№ 12.
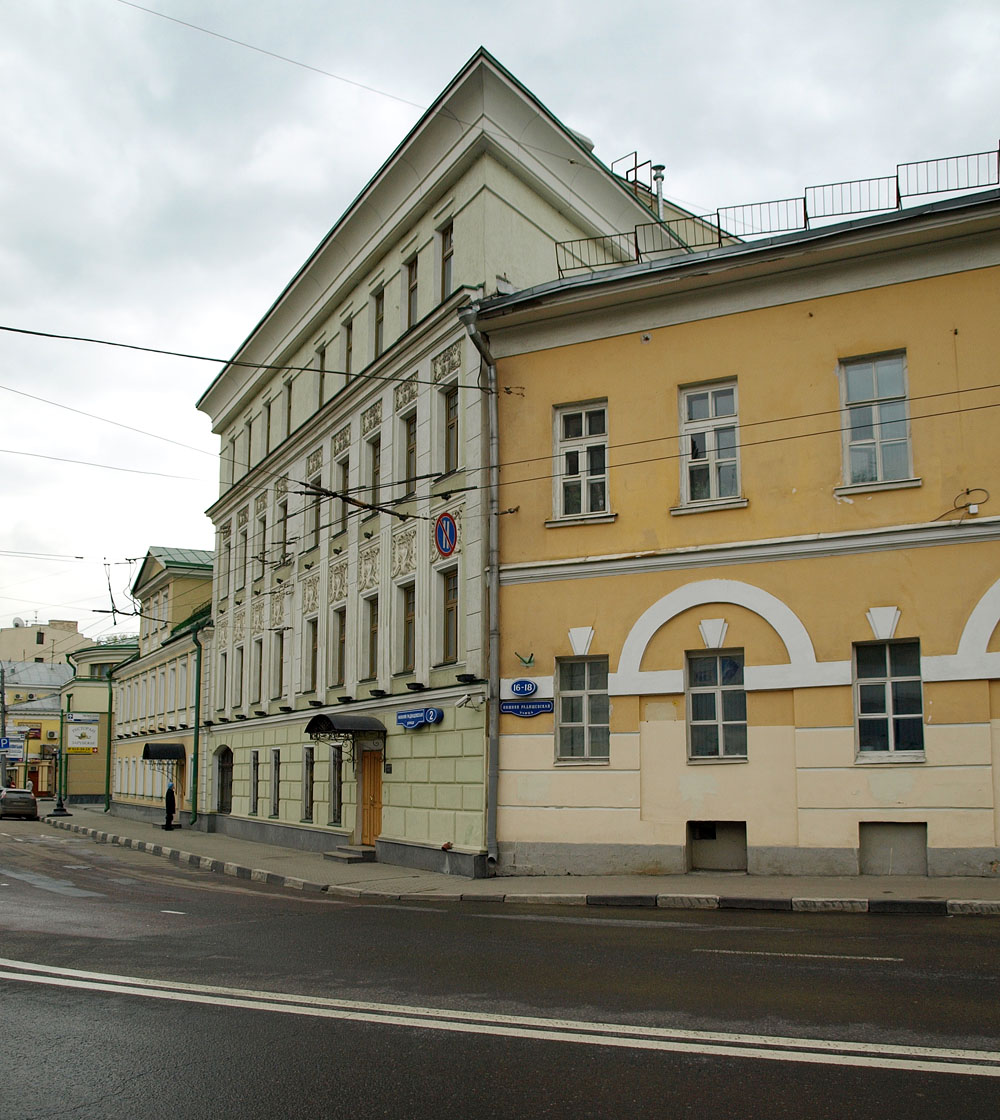
№ 16-18.
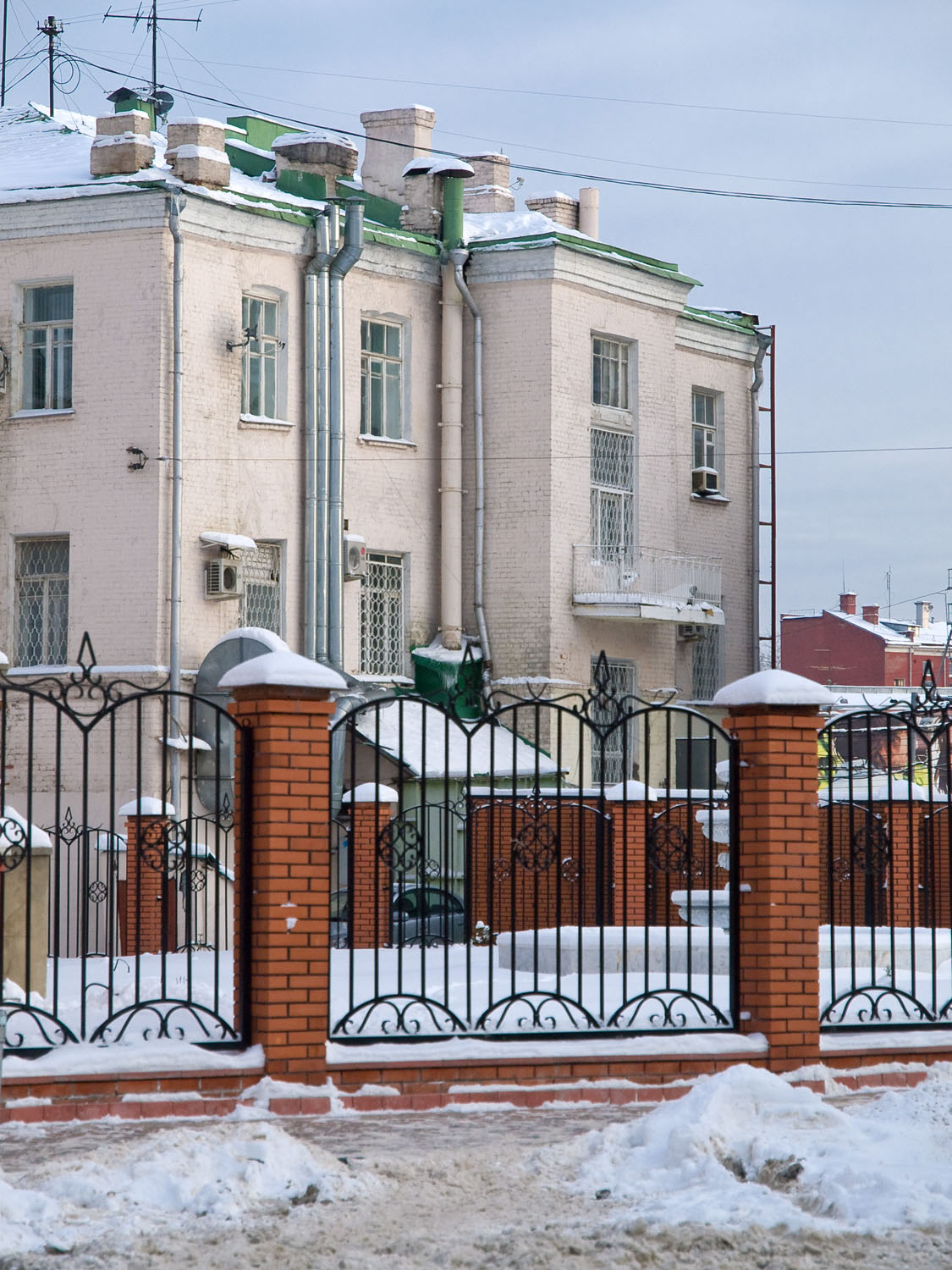
№ 22

## Общественный транспорт
- Станции метро «Таганская» (кольцевая), «Таганская» (радиальная) и «Марксистская».
- Автобусы м7, т27, т63, 888, С755; н5, н7.